# Седільйо-дель-Кондадо
Седільйо-дель-Кондадо (ісп. Cedillo del Condado) — муніципалітет в Іспанії, у складі автономної спільноти Кастилія-Ла-Манча, у провінції Толедо. Населення — 3097 осіб (2010).
Муніципалітет розташований на відстані близько 38 км на південний захід від Мадрида, 29 км на північ від Толедо.
На території муніципалітету розташовані такі населені пункти: (дані про населення за 2010 рік)
- Седільйо-дель-Кондадо: 2893 особи
- Лас-Фуентесільяс: 38 осіб
- Лас-Чаркас: 3 особи
- Тосеканто: 163 особи

## Демографія
Динаміка населення (INE ):

## Галерея зображень

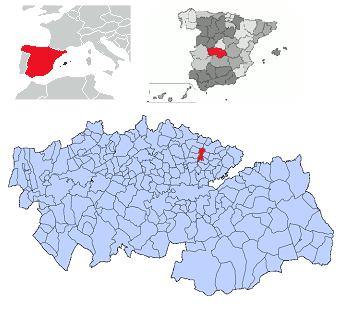
Розташування муніципалітету у провінції Толедо